# 北極鈍頭鰩
北極鈍頭鰩（學名：Amblyraja hyperborea），為軟骨魚綱鰩目鰩科鈍頭鰩屬的一種，分布於東北大西洋斯匹次卑爾根群島到格陵蘭、冰島、法羅群島、雪特蘭群島到挪威北部；西北大西洋，在格陵蘭西南方與加拿大之間的戴維斯海峽；東南大西洋南非的最南端；東印度洋澳洲南部外海；西南太平洋紐西蘭；東太平洋哥斯大黎加、巴拿馬、哥倫比亞與厄瓜多海域，深度92至2925公尺，本魚體盤呈亞菱形，尾短，後部漸細，吻部適度延長，角度鈍，且具有堅硬的吻突，眼眶、中背部和肩胛骨區域周圍有明顯大的刺，腹面光滑，體盤上方顏色為深灰色或棕色，偶爾有不明顯的亮點和暗斑，僅幼魚的下側大部分為白色，而沿中部身體和圓盤邊緣的深色斑點隨年齡和體型的增大而增加，下側以深色為主，體長可達112公分，棲息在大陸坡海域，為深海底棲性魚類，屬肉食性，以各種底棲動物為食，卵生，卵囊為長方形並有堅硬角狀突起，幼魚可能傾向於跟隨較大的個體，生活習性不明。